# Lezama (Alava)
Pour les articles homonymes, voir Lezama.
Lezama est un concejo de la commune d'Amurrio en Alava dans la communauté autonome du Pays basque (Espagne).